# Pneumatopteris bryanii
Pneumatopteris bryanii är en kärrbräkenväxtart som först beskrevs av Carl Frederik Albert Christensen, och fick sitt nu gällande namn av Holtt. Pneumatopteris bryanii ingår i släktet Pneumatopteris och familjen Thelypteridaceae. Inga underarter finns listade.